# William Roy
Major-general William Roy FRS (4 de maio de 1726 — 1 de julho de 1790) foi um engenheiro militar, topógrafo e antiquário escocês.

## Vida
Seu pai estava envolvido como gerente nomeado pelo proprietário do imóvel na administração de propriedades, de modo que William Roy teve contato com mapas e pesquisas de propriedades desde muito jovem. Quando jovem, ele provavelmente foi empregado como cartógrafo no Conselho de Artilharia do Castelo de Edimburgo; em qualquer caso, ele fez um mapa oficial da Batalha de Culloden lá em 1746, com o qual as revoltas jacobitas foram reprimidas.

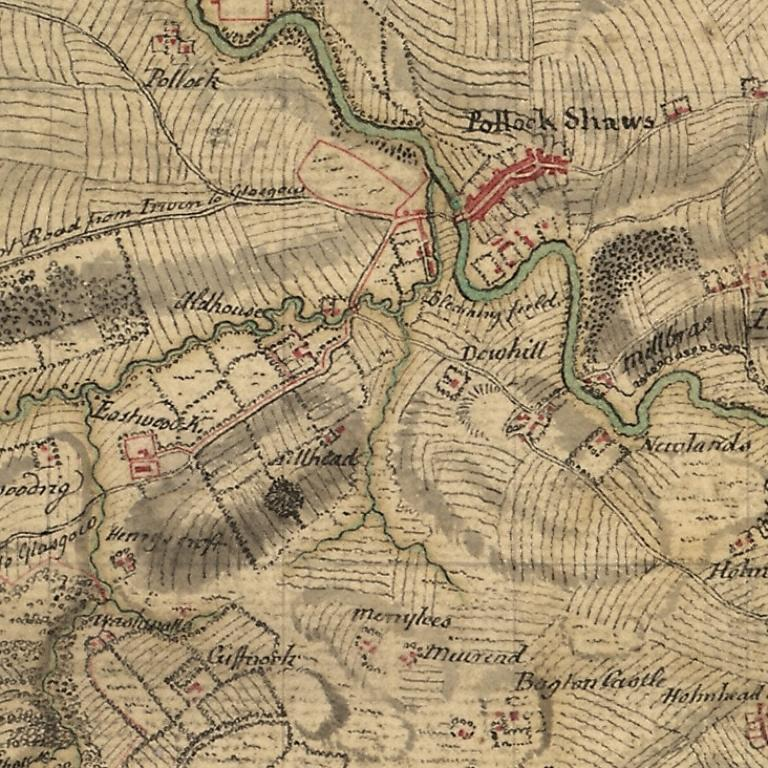
Detalhe (Pollokshaws, agora em Glásgua) de um mapa do Levantamento Militar de Roy na Escócia.

A fim de controlar melhor as Terras Altas da Escócia, o Rei Jorge II ordenou seu mapeamento, que foi realizado sob as ordens do Duque de Cumberland por Roy e vários soldados de 1747 a 1752 e depois estendido para as Terras Baixas até 1755 . Esses mapas passaram a ser conhecidos como Mapa do duque de Cumberland e mais comumente conhecidos como Mapa de Roy da Escócia.
O início da Guerra dos Sete Anos encerrou o mapeamento posterior da Escócia. Roy, que tinha sido um civil até então, tornou-se tenente do exército e membro do Corpo de Engenheiros e foi enviado ao sul da Inglaterra para inspecionar as defesas costeiras de lá, em vista da esperada invasão francesa. Ao fazer isso, ele criou planos de estruturas defensivas e esboços de mapas de várias seções da costa.
Durante a preparação para a Batalha de Minden em 1759, ele ganhou mérito ao resumir a representação anteriormente comum do curso planejado da batalha em uma série de folhas individuais em um único plano, o que melhorou significativamente a visão geral do planejamento. Esse método foi então geralmente introduzido. Ele próprio rapidamente fez carreira depois disso.
Após a guerra, ele voltou para Londres. Mesmo que a esperada invasão francesa não tivesse ocorrido, ele defendeu uma pesquisa em todo o país. Embora tenha sido nomeado Surveyor General em 1765, após o custo da guerra anterior e da Guerra Revolucionária Americana, não havia meios de levantamento geodésico.
Mesmo enquanto mapeava a Escócia, ele notou vestígios de assentamentos e fortes romanos e os marcou em seus mapas. Seu interesse pelas antiguidades romanas continuou até sua época como agrimensor geral. Muitos de seus desenhos de assentamentos romanos perdidos são as únicas fontes históricas hoje. 
Em 1767 ele se tornou membro da Royal Society. No Exército Britânico em 1763 ele se tornou Tenente-Coronel e Diretor dos Engenheiros Reais. Em 1777 ele foi promovido a coronel e finalmente em 1781 a major-general. A partir de 1786 ele estava no comando do 30th (Cambridgeshire) Regiment of Foot..
Em 1783, quando já tinha 57 anos, uma nova tarefa surgiu de forma totalmente inesperada. Cassini de Thury, o diretor do Observatório de Paris, levantou dúvidas em um memorando sobre a exatidão das coordenadas do Observatório Real de Greenwich e sugeriu conectar os dois observatórios com uma triangulação através do Canal da Mancha e, assim, estabelecer a posição correta sem qualquer dúvida. O memorando foi considerado presunçoso em Londres, mas Jorge III e Joseph Banks, presidente da Royal Society, considerou o projeto útil quando realizado com seu próprio pessoal. Foi assim que Roy se tornou com o Levantamento trigonométrico inglês-francês encomendado, que ele realizou entre 1784 e (após três anos de espera pelo novo teodolito de Jesse Ramsden) 1790. Para a primeira linha de base britânica medida em Hounslow Heath, ele foi premiado com a Medalha Copley da Royal Society.

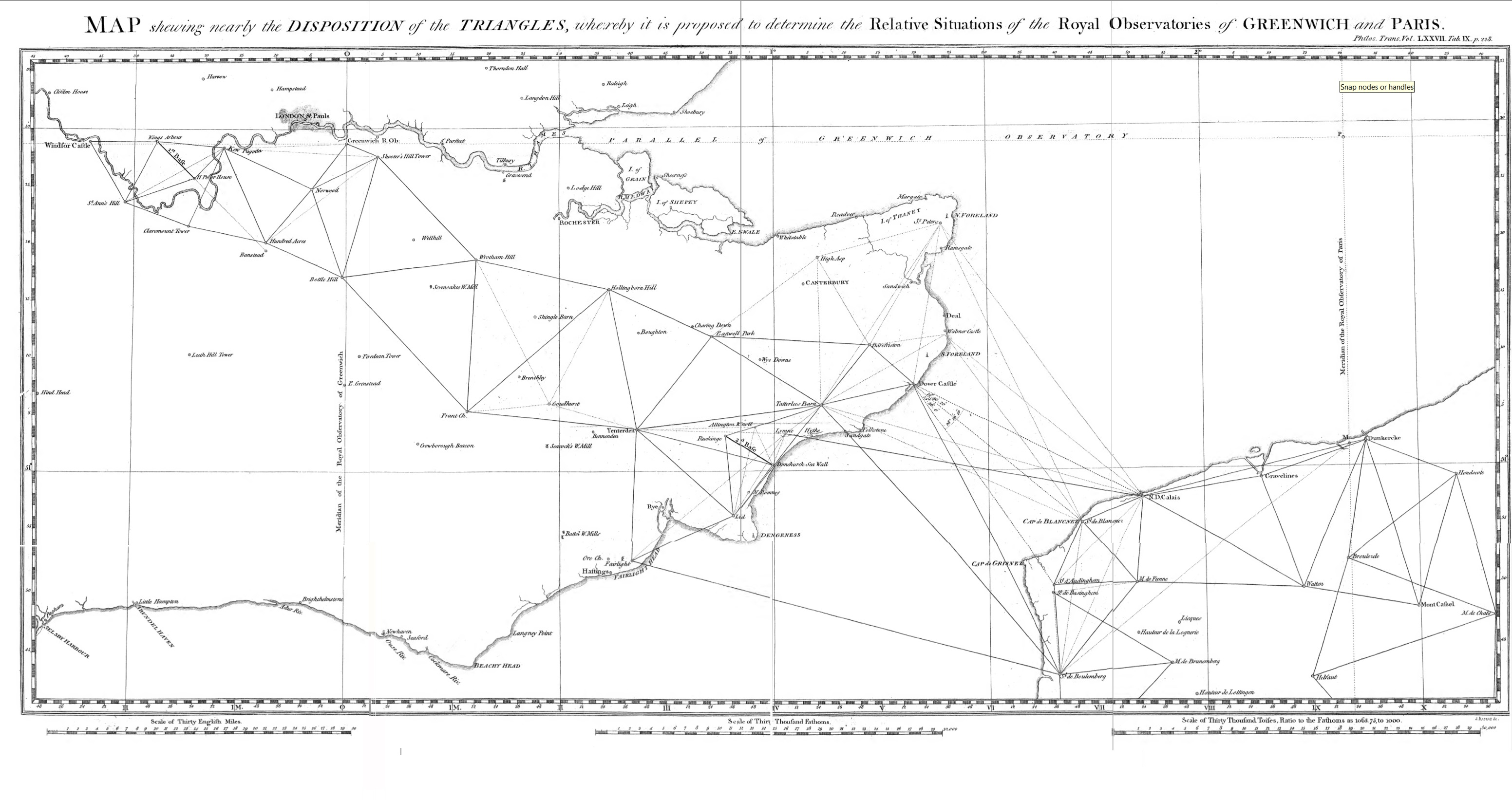
A malha de triangulação proposta da pesquisa anglo-francesa de 1784-1790. Para a malha real usada, consulte Arquivo: Anglo-French survey of 1784-1790

Depois de completar esta pesquisa, ele morreu em 1º de julho de 1790 em Londres.
Com essa pesquisa, ele lançou as bases para a pesquisa nacional britânica que começou após sua morte pelo Ordnance Survey.